# Baby-AT
Стандарт материнских плат типоразмера Baby AT (BabySize) появился в 1982 г. На этих платах расположение разъёмов клавиатуры и слотов также должно соответствовать отверстиям в корпусе. Для подключения клавиатуры используется стандартный 5-контактный DIN-разъём. Материнские платы размера Baby AT могут быть установлены практически в любой корпус, за исключением корпусов уменьшенной высоты и Slimline. Именно поэтому и получили наибольшее распространение.
В настоящее время корпорация Intel сняла с производства материнские платы Baby-AT и перешла на выпуск материнских плат спецификации АТX.